# Salvadorianische Basketballnationalmannschaft
Die salvadorianische Basketballnationalmannschaft der Herren vertritt El Salvador bei Basketball-Länderspielen. Man nahm seit Beginn der Basketball-Zentralamerikameisterschaften an diesen Wettkämpfen teil und konnte sich verschiedentlich für diese mittelamerikanische Endrunde qualifizieren, ohne eine positive Bilanz bei diesen Endrunden zu erreichen und sich im Vorderfeld platzieren zu können. 
Seit dem Jahr 2000 gelang nur eine Qualifikation für die Zentralamerikameisterschaft 2008, bei der man nach nur einem Sieg im abschließenden Platzierungsspiel über das Nachbarland Costa Rica den siebten und vorletzten Platz erreichte. Eine Qualifikation für eine kontinentale oder gar globale Endrunde gelang bislang nicht.

## Abschneiden bei internationalen Wettbewerben
| noch nie qualifiziert |  | noch nie qualifiziert |

### Zentralamerikanische Meisterschaften
| - 1965 – nicht qualifiziert - 1967 – 5. Platz von 7 Teilnehmern - 1969 – nicht qualifiziert - 1971 – 5. Platz von 7 Teilnehmern - 1973 – nicht qualifiziert - 1975 – nicht qualifiziert - 1977 – 5. Platz von 7 Teilnehmern - 1981 – nicht qualifiziert - 1985 – 7. Platz von 9 Teilnehmern - 1987 – nicht qualifiziert | - 1989 – 10. Platz von 10 Teilnehmern - 1991 – nicht qualifiziert - 1993 – nicht qualifiziert - 1995 – nicht qualifiziert - 1997 – 8. Platz von 8 Teilnehmern - 1999 bis 2006 – nicht qualifiziert - 2008 – 7. Platz von 8 Teilnehmern seit 2010 – nicht qualifiziert |